# خصائص الماء
الماء (H2O) هو المركب الكيميائي  قطبي غيرعضوي الأكثر وفرة على سطح الأرض، ويغطي 70 في المئة من الكوكب. في الطبيعة، المياه موجودة في الحالات السائلة، والصلبة والغازية. وهو يشكل التوازن الديناميكي بين السائل والغاز في حالات درجة الحرارة والضغط القياسية. في درجة حرارة الغرفة، هو السائل عديم الطعم وعديم الرائحة، ما يقرب من عديم اللون مع تلميح من اللون الأزرق. العديد من المواد تذوب في الماء ويشار إليها عادة باسم مذيب عام. وبسبب هذا،فإن الماء في الطبيعة نادرا ما يستخدم نقيا وبعض الخصائص قد تختلف عن تلك التي تتصف بها المادة النقية. ومع ذلك، هناك أيضا العديد من المركبات التي هي الأساس، إن لم يكن تماما، غير قابلة للذوبان في الماء. الماء هو المادة الوحيدة بطبيعة الحال التي تشترك وتتواجد في جميع حالات المادة الثلاثة الشائعة على شكل مواد صلبة وسائلة وغازية على سطح الأرض طبيعيا. وإنه من الضروري لجميع أشكال الحياة على الأرض ويوصف بأنه "المذيب العالمي" و"مذيب الحياة"  وهو أيضًا ثالث أكثر الجزيئات وفرة في الكون (خلف الهيدروجين الجزيئي وأول أكسيد الكربون). الماء يشكل 55٪ إلى 78٪ من جسم الإنسان.

## أشكال الماء
مثل العديد من المواد، الماء يمكن أن يتخذ أشكالا عديدة يتم تصنيفها على حالة المادة. والحالة السائلة هي الأكثر شيوعا بين مراحل الماء (داخل الغلاف الجوي للأرض والسطحية) وهو الشكل الذي يرمز له عادة بكلمة «الماء». في الطور الصلب من الماء كما هو معروف بالجليد وعادة يأخذ هيكلا صلبا، المندمجة بلورات مثل مكعبات الجليد، أو المتراكمة الحبيبية ( بلورات) مثل الثلج. للحصول على قائمة من البلورات العديدة من مختلف الأشكال الصلبة غير متبلور H2O, انظر المقالة الجليد. ومن المعروف أن المرحلة الغازية المياه وبخار الماء (أو البخارى)، وتتميز المياه افتراض تكوين شفافة سحابة. (لاحظ أن البخار مرئيا والغيوم، في الواقع، الماء في شكل سائل وقطيرات دقيقة معلقة في الهواء.) الدولة الرابعة من المياه، وذلك من السوائل فوق الحرجة، هو أقل شيوعا بكثير من الثلاثة الأخرى ونادرا ما يحدث في الطبيعة، في ظروف غير صالحة للسكن للغاية. عندما يحقق المياه المحددة درجة الحرارة الحرجة وخاصة الضغط الحرج (647 K و22.064 ميغاباسكال) والسائلة والغاز مرحلة دمج واحد المائع متجانسة، مع خصائص كل من الغاز والسائل. تم العثور على مثال واحد من الماء فوق الحرجة التي تحدث بشكل طبيعي في سخونة أجزاء من المياه العميقة الفتحات الحرارية المائية، حيث يتم تسخين المياه إلى درجة الحرارة الحرجة التي السمط البراكين أعمدة ويحقق الضغط الحرج بسبب الوزن الساحق للمحيطات في أعماق المتطرفة التي الفتحات تقع. بالإضافة إلى ذلك، في أي مكان وجود نشاط بركاني تحت عمق 2.25 كـم (1.40 ميل) يمكن توقع أن يكون الماء في المرحلة الحرجة.
قياسى فيينا لمتوسط ماء المحيط هو المعيار الدولي الحالي الخاص بنظائر المياه الماء الموجود في الطبيعة يتكون بالكامل تقريبا من نظائر الهيدروجين ذات النيوترون -الأقل البروتيوم. جزء في المليون فقط 155 وتشمل الديوتيريوم أو D)، وهو نظير الهيدروجين مع نيوترون واحد، وأقل من 20 جزء في كوينتيليون تشمل التريتيوم (3H أو T)، الذي فقد اثنين.
تمشيا مع القواعد الأساسية الخاصة بالتسميات الكيميائية، الماء سوف يكون له الاسم المنهجي 'أول أكسيد الهيدروجين', ولكن هذا ليس من بين الأسماء التي نشرها الاتحاد الدولي للكيمياء البحتة والتطبيقية وبدلا من أن تستخدم في سياق الكيميائية، يتم استخدام اسم حصرا تقريبا كما هي خدعة أول أكسيد هيدروجين .
الماء الثقيل هو ماء ذى نسبة أعلى من المتوسط من محتوى الديوتيريوم، تصل إلى 100٪. كيميائيا، وهو مشابه ولكن ليس مطابقا للماء العادي. وذلك لأن نواة الديوتيريوم الثقيلة هي مرتين كما هي في البروتيوم، وهذا يسبب اختلافات ملحوظة في طاقات الترابط. لأن جزيئات الماء تتبادل ذرات الهيدروجين مع بعضها البعض، وأكسيد الهيدروجين الديوتيريوم (DOH) هو أكثر شيوعا في البلدان المنخفضة نقاء الماء الثقيل النقي من أول أكسيد ديديوتيريوم(D (D2O).). البشر لا يدركون عموما الفارق في الطعم, لكن في بعض الأحيان يتم الإبلاغ عن شعور بالحرقان أو نكهة حلوة. الفئران، مع ذلك، قادرة على تجنب الماء الثقيل من رائحتة. إنه سام للكثير من الحيوانات, يستخدم الماء الثقيل في صناعة المفاعل نووي اعتدال (يتباطأ) النيوترون . مفاعل ماء خفيف هي أيضا مشتركة، حيث «خفيف» تشير ببساطة إلى الماء العادي.
مياه منضبة بالديوتيريوم أكثر تحديدا يشير إلى نضوب المياه الديوتيريوم (DDW) والمياه التي تم تخفيض محتوى الديوتيريوم تحت معيار مستوى 155 ppm .

## الفيزياء والكيمياء
الماء هو مادة كيميائية مع صيغة كيميائية H2O: جزيء واحد من الماء واثنين من الهيدروجين الذرّة مترابطتين تساهمية إلى واحد من ذرات الأكسجين
الماء هو لا طعم له، عديم الرائحة السائل في درجة الحرارة المحيطة والضغط، ويبدو عديم اللون بكميات صغيرة، على الرغم من أنه بصفة أساسية لونه الخاص خفيف جدا من الأزرق. ويبدو الثلج عديم اللون أيضا، وبخار الماء غير مرئي أساسا كونه غاز.